# Walter Q. Gresham
Walter Quintin Gresham (Lanesville, 17 de março de 1832 – Washington, D.C., 28 de maio de 1895) foi um jurista, militar e político norte-americano. Ele lutou na Guerra de Secessão pelo Exército da União, depois trabalhando como advogado em Indiana. Gresham posteriormerte atuou nos cargos de diretor-geral dos correios e secretário do tesouro durante a presidência de Chester A. Arthur, e secretário de estado na de Grover Cleveland.